# La chispa de la vida (álbum)
La Chispa de la vida (en hebreo: ניצוץ החיים) es el álbum debut de la cantante israelí Sarit Hadad. Fue publicado el 1 de enero de 1995.
El álbum se compone de 11 canciones, la primera se llama  שלום חבר (Shalom Chaver, en español: Adiós Novio), acompañada del cantante Sheriff y la última מה ביסמחלק (Lo Bismick) cantada en árabe.